# Palmettosparv
Palmettosparv (Peucaea aestivalis) är en nordamerikansk fågel i familjen amerikanska sparvar inom ordningen tättingar. Den är huvudsakligen stannfågel i öppen barrskog i sydöstra USA. Arten minskar relativt kraftigt på grund av habitatförlust och listas som nära hotad av IUCN.

## Utseende
Palmettosparv är en medelstor sparv som mäter 12,2–16,2 cm och väger 18,4–23 gram. Den adulta fågeln har rödbrun, till brun ovansida och hjässa med svarta streck på mantel, rygg och handpennor. Ansiktet är grått med rödbrunt ögonbryn. Bröstet är sandfärgat och buken vitaktig. 

## Läten
Sången består av en enkel och klar vissling med en efterföljande musikalisk drill på annan tonhöjd: "feeee-trrrr, sooooo-treee...". Lätet är ett ljust "tsip" eller "tsi".

## Utbredning och systematik
Palmettosparv häckar i sydöstra USA. Den är framförallt en stannfågel men de nordligaste häckande populationerna drar sig söderut. Arten delas in i tre underarter:
- Peucaea aestivalis illinoensis – häckar från Indiana och Illinois till Texas och södra Louisiana. Vintertid förekommer den så långt söderut som till USA:s gulfkust.
- Peucaea aestivalis bachmani – häckar i ek- och tallskogar från Mid-Atlantic-staterna till staterna vid gulfkusten.
- Peucaea aestivalis aestivalis – häckar i ek- och tallskogar från östra South Carolina och östra Georgia till södra Florida

### Släktestillhörighet
Tidigare placerades arten i släktet Aimophila, men genetiska studier visar att arterna i släktet inte är varandras närmaste släktingar. Dess närmaste släktingar är himmelsparv (Peucaea cassinii) och stråsparv (Peucaea botterii).

### Familjetillhörighet
Tidigare fördes de amerikanska sparvarna till familjen fältsparvar (Emberizidae) som omfattar liknande arter i Eurasien och Afrika. Flera genetiska studier visar dock att de utgör en distinkt grupp som sannolikt står närmare skogssångare (Parulidae), trupialer (Icteridae) och flera artfattiga familjer endemiska för Karibien.

## Ekologi
Arten häckar tempererad öppen barrskog. Det klotformade boet placeras ofta på marken vid en grästuva eller buske. Honan lägger tre till fem ägg. Palmettosparven är främst en fröätare men tar även insekter.

## Status och hot
IUCN kategoriserar arten som nära hotad, eftersom den minskar i antal, främst på grund av habitatförlust. Världspopulationen uppskattades 2019 till 170 000 vuxna individer. Häckfågelstaxeringar 2010–2015 visar att arten minskat med 22,5 % under en tioårsperiod, vilket ligger i linje med vinterräkningar genom Christmas Bird Count. Arten är numera nästan borta från norra delen av utbredningsområdet och ovanlig i södra delen. På grund av skogsavverkning, släckning av naturliga bränder och fragmentering har lett till att den heller inte hittas i många områden med kvarvarande habitat. Den störs också av fågelskådare i delar av utbredningsområdet. Även urbanisering tros ha en påverkan.

## Taxonomi och namn
Arten beskrevs taxonomiskt av Hinrich Lichtenstein 1823. Det vetenskapliga artnamnet aestivalis betyder "tillhörande sommaren". Tidigare kallades arten bachmansparv på svenska, en direktöversättning av det engelska namnet Bachman's Sparrow. Trivialnamnet är en hyllning till John Bachman (1790-1874), en amerikansk vetenskapsman och naturforskare, som var nära vän med John James Audubon. Det svenska namnet justerades 2022 till ett mer informativt namn av BirdLife Sveriges taxonomikommitté.